# 3338 Ріхтер
3338 Ріхтер (3338 Richter) — астероїд головного поясу, відкритий 28 жовтня 1973 року.
Тіссеранів параметр щодо Юпітера — 3,689.